# Vasili Tsinger

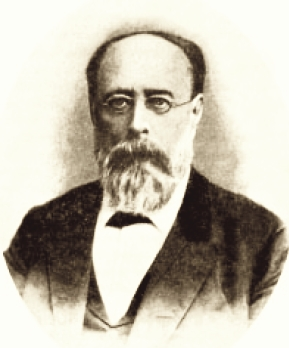
Vasily Jakovlevich Zinger

Vasili Jakovlevitsj Tsinger of Zinger (Russisch: Василий Яковлевич Цингер) (Moskou, 11 februari 1836 – aldaar, 2 maart 1907) was een Russisch wiskundige, botanicus en filosoof. 

## Biografie
Tsinger werd geboren als zoon van een wiskundeleraar. Hij slaagde in 1859 aan de Universiteit van Moskou, waar hij afstudeerde in wiskunde. In 1867 behaalde hij aldaar ook zijn doctoraat. Tsinger was een actief lid van het Moskouse Genootschap voor Wiskunde en was voorzitter van deze organisatie van 1886 tot en met 1891.
Hij schreef ook een aantal filosofische essays.

### Tsinger als botanicus
Tsinger was ook botanicus en schreef enkele werken over de planten van het Midden-Rusland. Hij wordt aangeduid met de afkorting W.J. Zinger wanneer hij bij zijn botanische naam geciteerd wordt.
Het geslacht Zingeria uit de grassenfamilie (Poaceae) heeft de naam ter ere van Vasili Tsinger gekregen.
- Author citation (botany): W.J.Zinger
- Mathematics Genealogy Project: 232487
- Virtual International Authority File: 395441